# Territorio catalán libre
Territorio catalán libre es la denominación con la que se dotó símbólicamente el ayuntamiento de San Pedro de Torelló en una moción a favor de la independencia de Cataluña aprobada el 3 de septiembre de 2012. Posteriormente, diversos municipios catalanes aprobaron mociones similares utilizando ese término o parecidos (como "territorio libre y soberano de Cataluña").

## Desarrollo
El 3 de septiembre de 2012, el pleno del ayuntamiento de San Pedro de Torelló aprobó por mayoría una moción en la que se declara el municipio como territorio catalán libre, siendo el primero de Cataluña en realizarlo. Además, en la moción, excediendo el marco constitucional, se instaba al Parlamento de Cataluña a votar la independencia de Cataluña, de forma unilateral, en un plazo máximo de 2 meses. La moción, sin ninguna consecuencia práctica, fue calificada por el alcalde como un "gesto político". El ayuntamiento de Calldetenes aprobó una moción similar 45 minutos después
El 6 de septiembre de 2012, el municipio de Cerviá se declaró territorio catalán libre, siendo el primer municipio de la provincia de Lérida en hacerlo. El 10 de septiembre de 2012, los municipio de La Bisbal del Panadés y Marsá también se declararon territorio catalán libre, siendo los primeros municipios de la provincia de Tarragona en hacerlo. Ese mismo día, el municipio barcelonés de Premiá de Dalt adoptó igualmente la declaración.
Arenys de Munt adoptó una declaración similar el 13 de septiembre de 2012, coincidiendo con el tercer aniversario de la consulta sobre la independencia de Cataluña en Arenys de Munt, declarando el municipio "territorio libre y soberano de Cataluña" y rechazando y retirando del municipio "todos los símbolos del Reino de España e impuestos por la colonización española". El municipio de Bolvir se convirtió el 15 de septiembre en el primero de la provincia de Gerona en adoptar la misma iniciativa. El 17 de septiembre se sumaron a la iniciativa cuatro municipios más, Vich, Tortosa, Seva, y Argentona, seguidos al día siguiente por el municipio de Celrá y por los municipios de Ullastrell y San Lorenzo de Morunys un día más tarde. El día 20 se sumarían Collbató, Vallfogona y San Jaime de Llierca. El día 21 se añadirían cuatro municipios (Valls, Vilablareix, Orpí y Carme), el día 24 seis municipios (Tabérnolas, Cruilles, Monells y San Sadurní, Navás, San Andrés de Llavaneras, San Gregorio y Prats del Rey) y el día 25 diez municipios más (San Julián de Vilatorta, Ripoll, Manlleu, Vidreras, Igualada, Sarriá de Ter, Perelló, Villafranca del Panadés, San Julián de Ramis y Canet de Adri). Con posterioridad, otros municipios catalanes se han sumado a la iniciativa, autodenominándose "territorio catalán libre" mediante mociones municipales (véase sección siguiente a partir del 25 de septiembre).

## Municipios declarados "territorio catalán libre"

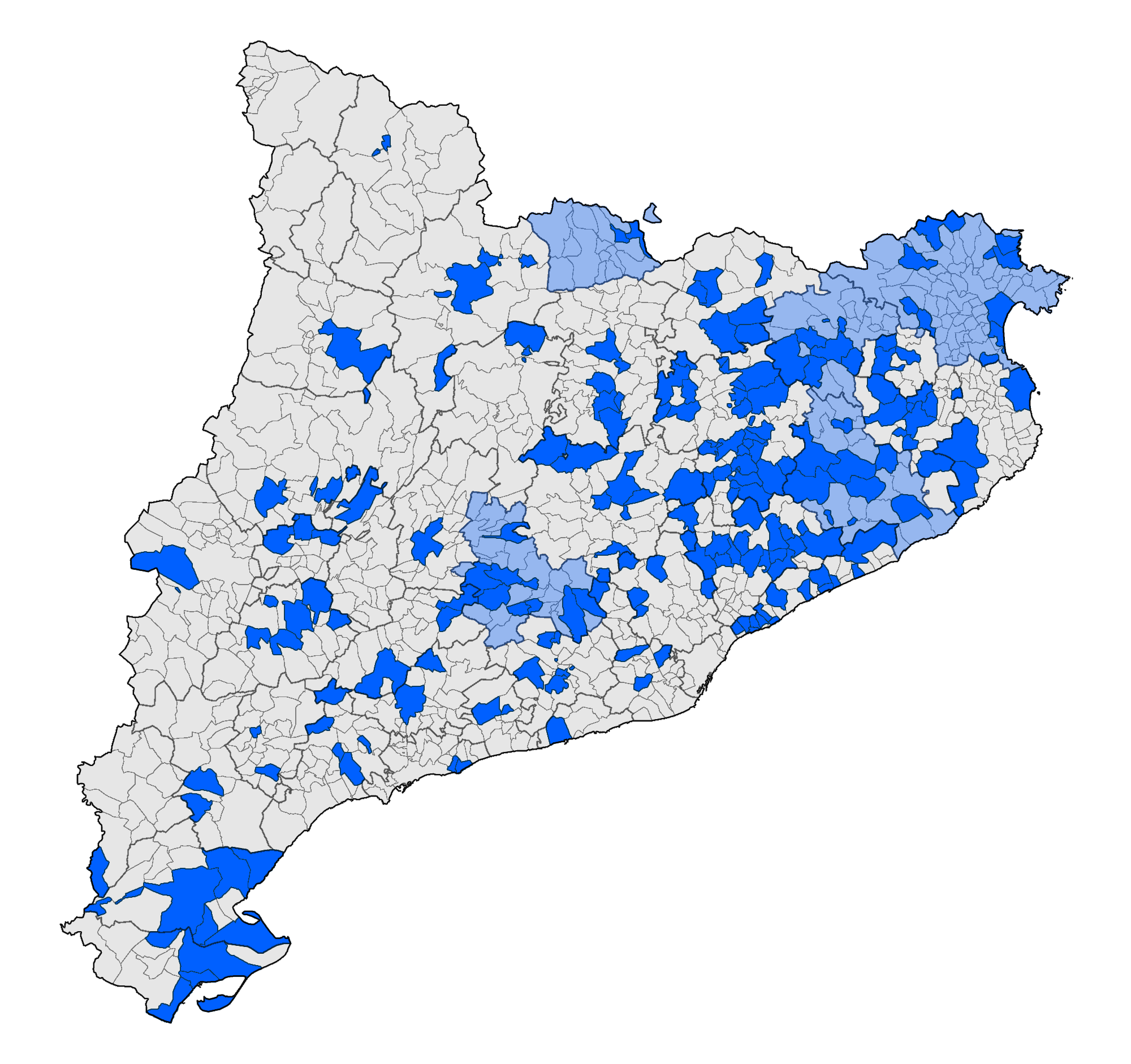
Municipios catalanes que se han declarado "territorio catalán libre".

Desde el 3 de septiembre de 2012, se han declarado, de los 948 municipios de Cataluña, como «territorio catalán libre» u otra denominación similar, los siguientes:
1. San Pedro de Torelló (3 de septiembre de 2012)
2. Calldetenes (3 de septiembre de 2012)
3. Cerviá (6 de septiembre de 2012)
4. La Bisbal del Panadés (10 de septiembre de 2012)
5. Marsá (10 de septiembre de 2012)
6. Premiá de Dalt (10 de septiembre de 2012)
7. Arenys de Munt (13 de septiembre de 2012)
8. Bolvir (15 de septiembre de 2012)
9. Vich (17 de septiembre de 2012)
10. Tortosa (17 de septiembre de 2012)
11. Seva (17 de septiembre de 2012)
12. Argentona (17 de septiembre de 2012)
13. Celrá (18 de septiembre de 2012)
14. Ullastrell (19 de septiembre de 2012)
15. San Lorenzo de Morunys (19 de septiembre de 2012)
16. Vallfogona (20 de septiembre de 2012)
17. Collbató (20 de septiembre de 2012)
18. San Jaime de Llierca (20 de septiembre de 2012)
19. Valls (21 de septiembre de 2012)
20. Vilablareix (21 de septiembre de 2012)
21. Orpí (21 de septiembre de 2012)
22. Carme (21 de septiembre de 2012)
23. Tabérnolas (24 de septiembre de 2012)
24. Cruilles, Monells y San Sadurní (24 de septiembre de 2012)
25. Navás (24 de septiembre de 2012)
26. San Andrés de Llavaneras (24 de septiembre de 2012)
27. San Gregorio (24 de septiembre de 2012)
28. Prats del Rey (24 de septiembre de 2012)
29. San Julián de Vilatorta (25 de septiembre de 2012)
30. Ripoll (25 de septiembre de 2012)
31. Manlleu (25 de septiembre de 2012)
32. Vidreras (25 de septiembre de 2012)
33. Igualada (25 de septiembre de 2012)
34. Sarriá de Ter (25 de septiembre de 2012)
35. Perelló (25 de septiembre de 2012)
36. Villafranca del Panadés (25 de septiembre de 2012)
37. San Julián de Ramis (25 de septiembre de 2012)
38. Canet de Adri (25 de septiembre de 2012)
39. Deltebre (26 de septiembre de 2012)[45]
40. Tona (26 de septiembre de 2012)[46]
41. Prats de Llusanés (26 de septiembre de 2012)[46]
42. La Garriga (26 de septiembre de 2012)[47]
43. La Ametlla (26 de septiembre de 2012)[48]
44. Porqueras (26 de septiembre de 2012)[49]
45. San Vicente de Torelló (26 de septiembre de 2012)[46]
46. Montblanch (26 de septiembre de 2012)[50]
47. Esterri de Aneu (26 de septiembre de 2012)[51]
48. Arenys de Mar (26 de septiembre de 2012)[52]
49. Argensola (26 de septiembre de 2012)[53]}
50. Vall de Bas (26 de septiembre de 2012)[54]
51. Alcarrás (27 de septiembre de 2012)[55]
52. Borjas del Campo (27 de septiembre de 2012)[56]
53. Jorba (27 de septiembre de 2012)[56]
54. Fornells de la Selva (27 de septiembre de 2012)[56]
55. Liñola (27 de septiembre de 2012)[57]
56. San Antonio Vilamajor (27 de septiembre de 2012)[58]
57. San Martín de Tous (27 de septiembre de 2012)[59]
58. Alella (27 de septiembre de 2012)[60]
59. Cassá de la Selva (27 de septiembre de 2012)[61]
60. Palau-solità i Plegamans (27 de septiembre de 2012)[62]
61. Canet de Mar (27 de septiembre de 2012)[63]
62. Collsuspina (27 de septiembre de 2012)[64]
63. San Esteban de Palautordera (27 de septiembre de 2012)[65]
64. Cardedeu (27 de septiembre de 2012)[59]
65. Els Hostalets de Pierola (27 de septiembre de 2012)[59]
66. Bellvís (27 de septiembre de 2012)[57]
67. Puigreig (27 de septiembre de 2012)[59]
68. Santa Eugenia de Berga (27 de septiembre de 2012)[64]
69. Balaguer (27 de septiembre de 2012)[57]
70. Caserras (27 de septiembre de 2012)[59]
71. Torrellas de Llobregat (27 de septiembre de 2012)[59]
72. San Celoni (27 de septiembre de 2012)[59]
73. Borjas Blancas (27 de septiembre de 2012)[66]
74. Mongay (27 de septiembre de 2012)[67]
75. Castellón de Ampurias (27 de septiembre de 2012)[68]
76. Mora de Ebro (27 de septiembre de 2012)[69]
77. Flassá (27 de septiembre de 2012)[59]
78. Las Franquesas del Vallés (27 de septiembre de 2012)[59]
79. Fontcoberta (27 de septiembre de 2012)[70]
80. Santa Eulalia de Ronsana (27 de septiembre de 2012)[71]
81. Ametlla de Mar (28 de septiembre de 2012)[72]
82. San Martín Sarroca (28 de septiembre de 2012)[73]
83. San Juan de las Abadesas (28 de septiembre de 2012)[74]
84. Espinelvas (28 de septiembre de 2012)[75]
85. Altafulla (29 de septiembre de 2012)[76]
86. Arbucias (29 de septiembre de 2012)[77]